# Software asset management
Software Asset Management (SAM) is het complete proces rondom het beheren en optimaliseren van de aankoop, het onderhoud en de implementatie van softwarepakketten binnen een organisatie. Software Asset Management is een onderdeel van het bredere terrein IT Asset Management. IT Assets zijn alle IT-middelen van een organisatie, zoals hardware, software en infrastructuur. IT Asset Management omvat alle activiteiten en processen die van belang zijn voor de controle en bescherming en administratief beheer van de assets binnen een organisatie. De activiteiten en processen spelen zich af op verschillende niveaus: strategisch, tactisch, operationeel beheer en administratie. 
Het doel van Software Asset Management (SAM) is effectief inzetten van software om bij te dragen aan de organisatiedoelen, waarbij wordt gestreefd naar hoge gebruikerstevredenheid, kosteneffectiviteit en risicoreductie (rechtmatigheid, kostenontwikkeling en informatiebeveiliging). Hierbij worden preventieve maatregelen getroffen tegen 'illegaal' gebruik van software, dat wil zeggen software zonder geldige licentie (software die op illegale wijze verkregen is of waarvan de licentie verlopen is of die niet volgens de licentievoorwaarden wordt ingezet). Hiermee draagt SAM bij aan de compliance van de organisatie.
Vanuit leveranciers en o.a. de Business Software Alliance worden regelmatig controles uitgevoerd op het gebruik van illegale software en als een organisatie niet compliant is volgen er vaak hoge boetes. Het gebruik van illegale software kostte Europese organisaties in 2009 ruim 11,3 miljoen euro aan schadeclaims en licentiekosten, waarvan ruim een miljoen voor Nederlandse organisaties.
Effectieve assetmanagementsoftware zorgt ervoor dat een organisatie over een volledige inventarislijst van gebruikte software en bijbehorende licenties beschikt zonder dat er fysieke of handmatige controle plaats hoeft te vinden. Dit is een belangrijk middel om te voorkomen dat er binnen de organisatie gebruikgemaakt wordt van illegale software.
De International Association of Information Technology Asset Managers (IAITAM), opgericht in 2002 na een aanloop van vier jaar, heeft een Best Practice Library opgezet en opleidingsprogramma's met certificering door APMG. Na het behalen van het examen CSAM kan men zich Certified Software Asset Manager noemen.

## Ontevredenheid over grote softwareleveranciers
In 2019 hield het CIO Platform Nederland een enquête onder de leden, meer dan 125 bedrijven, instellingen en overheden in Nederland. Uit die enquête bleek een grote ontevredenheid over tussentijdse, eenzijdige aanpassingen in de licentieovereenkomsten van grote softwareleveranciers, die de afnemers op hoge kosten jagen. Enkele organisaties noemde de werkwijze van de grote softwareleveranciers 'cowboypraktijken', 'agressief' en 'extreem klantonvriendelijk'. Er zijn veel conflicten met de leveranciers, die regelmatig hoog oplopen.

## Verwante onderwerpen
Software Asset Management heeft te maken met andere onderwerpen binnen de IT zoals:
- Information Technology Infrastructure Library (ITIL)
- Service Management